# Skuta
Die Skuta ist ein Berg in den Steiner Alpen mit einer Höhe von 2532 m ü. A. Nordöstlich des Gipfels befindet sich ein kleiner Gletscher. Dieser ist der östlichste in den südlichen Kalkalpen und heute mit einer Fläche von ca. 1,1 ha (2007) der letzte verbliebene slowenische Gletscher.